# بدر بولهرود
بدر بولهرود  (1993 المغرب) هو لاعب كرة قدم مغربي.

## مسيرة اللاعب
لعب سابقا مع الفتح الرباطي ونادي ملقا الإسباني و نادي الرجاء الرياضي و نادي أحد.

## روابط خارجية
- بدر بولهرود على موقع قاعدة بيانات كرة القدم.إي يو (الإنجليزية)
- بدر بولهرود على موقع ناشيونال فوتبول تيمز (الإنجليزية)
- بدر بولهرود على موقع Soccerway.com (الإنجليزية)
- بدر بولهرود على موقع عالم كرة القدم.نت (الإنجليزية)